# 大衛·培洛塔
桑格·大衛·培洛塔·葛雷諾（西班牙語：Senger David Peralta Guerreiro，1987年8月14日—），為美國職棒大聯盟的外野手，目前為自由球員，他先前曾效力於響尾蛇、光芒、道奇與教士等隊。

## 早年
培洛塔於1987年8月14日出生於委內瑞拉的瓦倫西亞。他有2個姐姐，而他的父親也叫做大衛·培洛塔。

## 職業生涯
2004年，他以35,000美元的簽約金加入紅雀隊，並以投手身分開啟職業生涯。不過由於大小傷勢不斷，紅雀在2009年將培洛塔釋出。2009年至2013年間，他在獨立聯盟打球，直到他與響尾蛇隊簽約。

### 亞利桑那響尾蛇
2014年6月1日，培洛塔升上大聯盟。他在生涯前15場比賽就有7場至少擊出2支安打。該年他的打擊率為3成28，1轟2分打點。2015年球季，培洛塔的打擊又更進步，打擊率3成12，17轟。2018年，培洛塔打出生涯年，打擊率2成93，30轟87分打點皆為生涯新高。他在那年球季拿下銀棒獎。隔年他的打擊率為2成75，12轟57分打點。並靠著優異防守拿下金手套獎。
2021年5月14日，培洛塔首次登板投球，主投一局掉3分。整季他的打擊率為2成59，並敲出8轟與63分打點。

### 坦帕灣光芒
2022年7月30日，響尾蛇將培洛塔交易到光芒，換來Christian Cerda。

### 洛杉磯道奇
2023年2月16日，培洛塔與道奇簽下一年650萬美元的合約。整季他的打擊率為2成59，並敲出7轟與55分打點。球季結束後，他動了左手屈肌腱修復手術。

## 個人生活
培洛塔目前已婚，並在2017年8月迎來第一個小孩。

## 外部連結
- 球員資訊和成績在MLB ，ESPN ，Retrosheet ，Baseball Reference ，Baseball Reference (Minors) ，Fangraphs ，The Baseball Cube （英文）
- 大衛·培洛塔的X（前Twitter）